# Arboroharamiya
Arboroharamiya è un genere estinto di mammaliaforme, appartenente agli aramiidi. Visse tra il Giurassico medio e il Giurassico superiore (Bathoniano - Oxfordiano, circa 166 - 160 milioni di anni fa) e i suoi resti fossili sono stati ritrovati in Cina.

## Descrizione
Gli appartenenti a questo genere erano piccoli animali simili a scoiattoli, dotati di una lunga coda probabilmente prensile e di lunghe e snelle zampe anteriori e posteriori. Anche le dita erano molto allungate. Arboroharamiya è il più grande aramiide noto, con un peso stimato intorno ai 350 grammi. Come gli altri aramiidi, possedeva alcune caratteristiche in comune con i mammiferi odierni, ad esempio una mandibola formata da un unico osso (l'osso dentale) e mani e piedi dotati di quattro dita con tre falangi e un dito dotato di due falangi. Tuttavia, al contrario di ogni mammifero attuale, Arboroharamiya era dotato di una mandibola inferiore che poteva muoversi in alto, in basso e all'indietro, ma non in avanti. La dentatura era simile a quella dei roditori, senza canini ma con incisivi e molari molto grandi. Almeno nella specie Arboroharamiya allinhopsoni era presente un patagio simile a quello degli scoiattoli volanti e dei colughi, che permetteva all'animale di planare tra gli alberi. Arboroharamiya era inoltre dotato di un apparato uditivo costituito da cinque ossa (staffa, incudine, martello, ectotimpanico e surangolare); questa struttura a cinque ossa è considerata il primo esempio conosciuto di orecchio medio di tipo mammaliano (Han et al., 2017).

## Classificazione
Arboroharamiya è un membro degli aramiidi (Haramiyida), un gruppo di mammaliaformi estinti, vicini all'origine dei mammiferi veri e propri. All'interno del gruppo, sembra che questo genere fosse un rappresentante piuttosto basale del clade noto come Euharamiyida, comprendente gli aramiidi più derivati e recenti.
Arboroharamiya venne descritto per la prima volta nel 2013, sulla base di resti fossili ritrovati in terreni del Bathoniano nei pressi di Mutoudeng (Provincia di Hebei, in Cina), nella formazione Tiaojishan; i fossili erano ben conservati e comprendevano un cranio e mandibole complete, che hanno permesso di riconoscere le affinità di questo animale; la specie tipo è Arboroharamiya jenkinsi. Un'altra specie, A. allinhopsoni, è nota per fossili completi provenienti dalla stessa formazione ma da livelli più recenti (Oxfordiano) nei pressi di Nanshimen (Hebei, Cina).

## Paleoecologia
Le lunghe zampe e la lunga coda prensile di Arboroharamiya indicano che questo animale era arboricolo, e la presenza di patagio in almeno una delle due specie permette di identificare questi animali come planatori. Gli incisivi forti e allungati, così come i grandi molari, indicano che Arboroharamiya probabilmente si nutriva di frutti, semi e insetti. Un altro aramiide più o meno contemporaneo, Megaconus, occupava una nicchia ecologica ben differente ed era sicuramente terricolo.